# Karikkad
Karikkad es una ciudad censal situada en el distrito de Thrissur en el estado de Kerala (India). Su población es de 13656 habitantes (2011). Se encuentra a 24 km de Thrissur y a 83km de Kozhikode.

## Demografía
Según el censo de 2011 la población de Karikkad era de 13656 habitantes, de los cuales 6498 eran hombres y 7158 eran mujeres. Karikkad tiene una tasa media de alfabetización del 95,51%, superior a la media estatal del 94%: la alfabetización masculina es del 97,03%, y la alfabetización femenina del 94,17%.